# Chapa (Amarante)
Chapa is een plaats (freguesia) in de Portugese gemeente Amarante en telt 264 inwoners (2001).